# Mira Korošec (rehabilitatorica)
Mira Korošec je hrvatska edukacijska rehabilitatorica. 
2002. godine dobila je nagradu Tomislav Špoljar za životno djelo, nagradu koju dodjeljuje Savez edukacijskih rehabilitatora Hrvatske "istaknutim znanstvenicima i praktičarima koji su svojim djelovanjem u radnoj i lokalnoj zajednici ostvarivali izrazite rezultate, pridonosili razvoju edukacijsko-rehabilitacijske teorije i prakse i dignitetu profesije".